# Марк Ондру
Марк Ондру (фр. Marc Andreu; 27 грудня 1985, Фрежус, Франція) — французький регбіст, який грає на боковій позиції в клубі «Кастр». Дебютував у Франції під час матчу Франції проти Уельсу: 26 лютого 2010 року. Він здобув свій перший гол в грі проти збірної Італії в Турнірі шести націй 2010 14 березня 2010 року.

## Міжнародні спроби
| #  | Дата            | Місце                                                       | Опонент                         | Результат (Франція:…) | Чемпіонати         |
| -- | --------------- | ----------------------------------------------------------- | ------------------------------- | --------------------- | ------------------ |
| 1. | 14 березня 2010 | Стад де Франс, Сен-Дені, Франція                            | Італія                          | 46:20                 | Турнір шести націй |
| 2. | 12 червня 2010  | Стадіон Ньюландс, Кейптаун, Південно-Африканська Республіка | Південно-Африканська Республіка | 17:42                 | Тестовий матч      |